# Justianowo

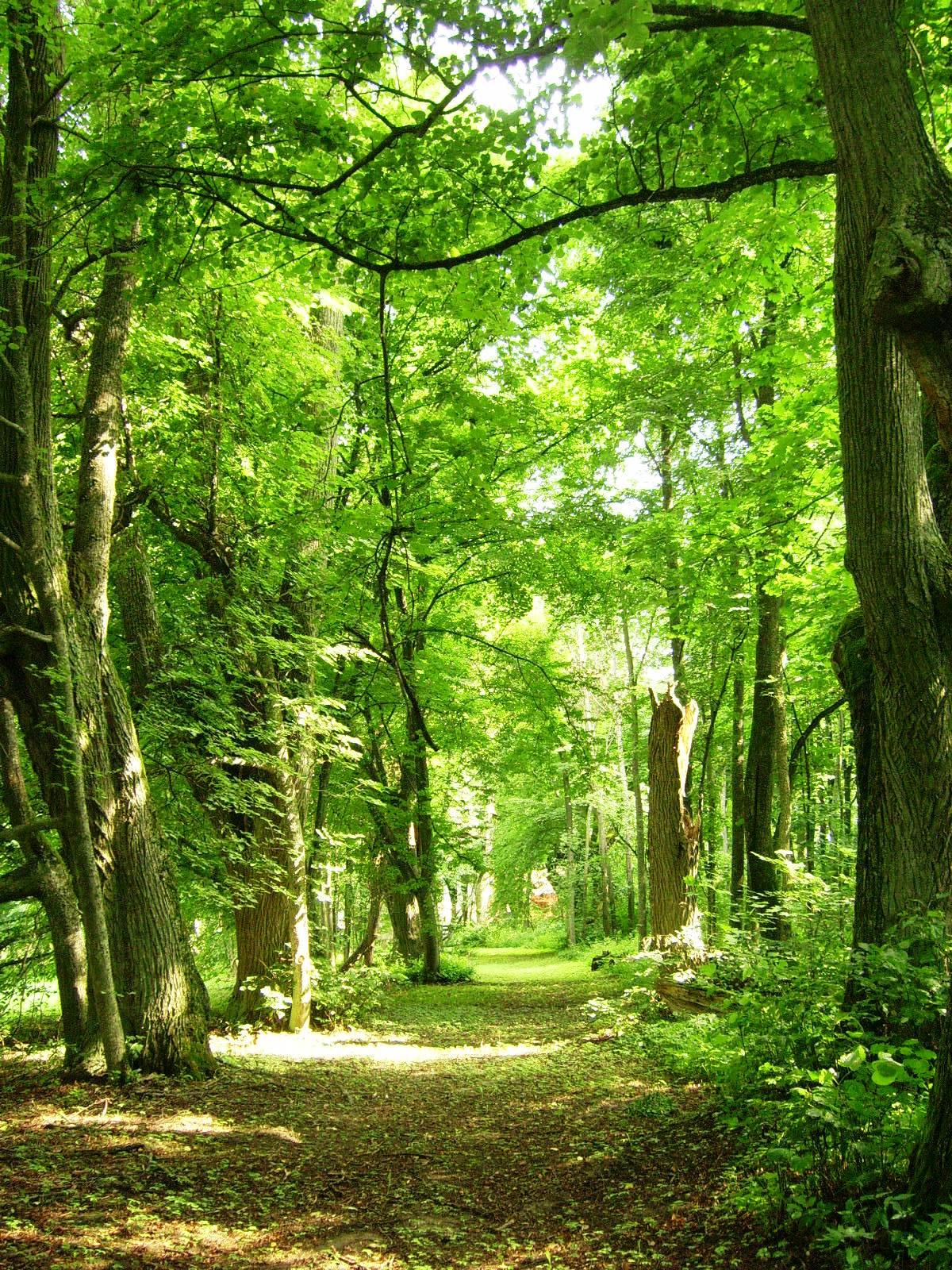
Park podworski w Justianowie

Justianowo – dwór w Vainežeris na Litwie, spalony w 1948 roku przez litewskie podziemie antykomunistyczne, miejsce śmierci Emilii Plater. Obecnie w miejscu dworu znajduje się park (lit. Vainežerio dvaro parkas) z 200-letnimi klonami, jesionami, wiązami, jodłami szarymi oraz modrzewiem europejskim.

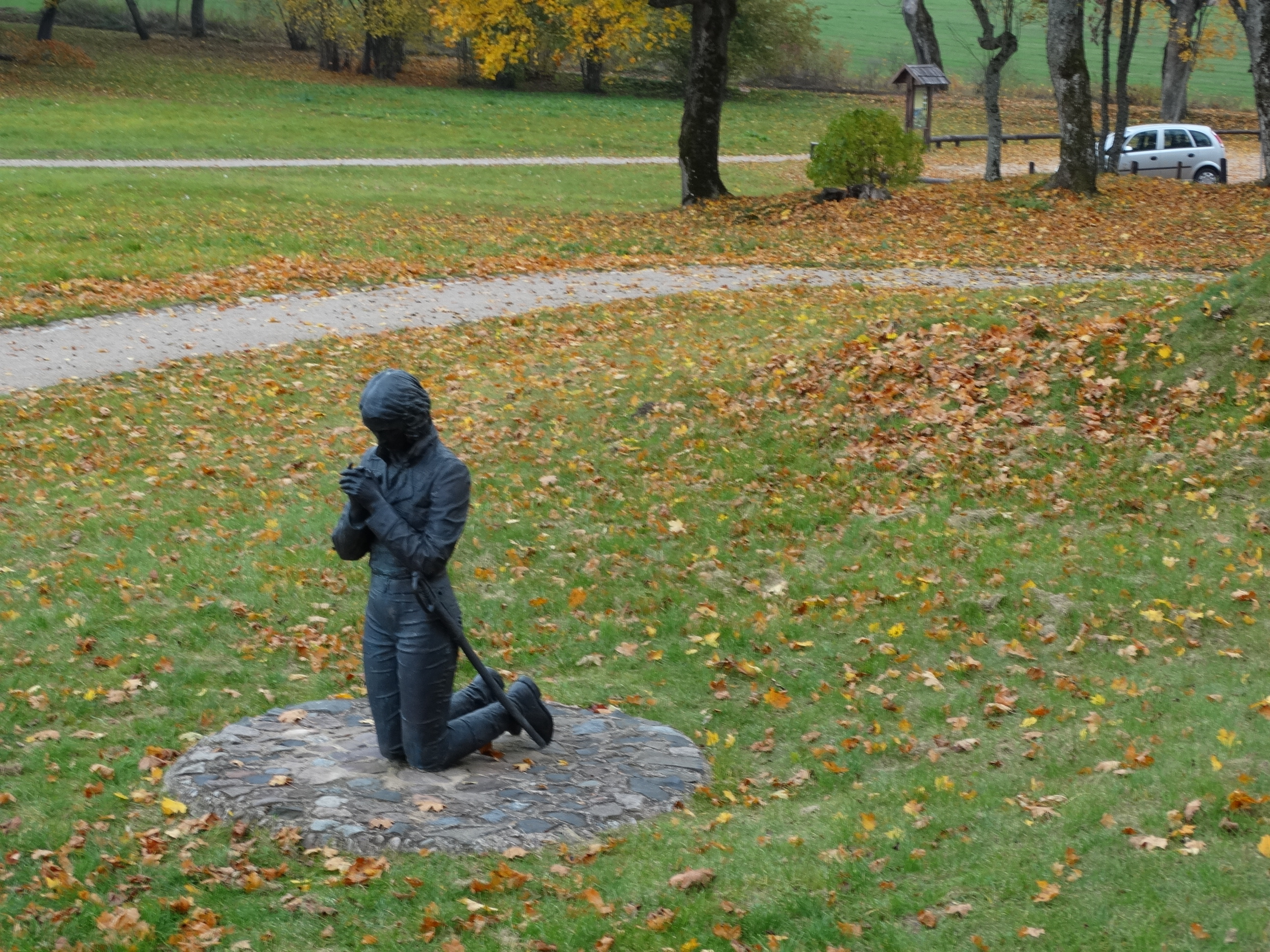
Pomnik Emilii Plater w dworskim parku